# Ouled Slimane
Ouled Slimane est une commune de la wilaya de M'Sila en Algérie.